# Cerkiew Opieki Matki Bożej w Zubaczach
Cerkiew pod wezwaniem Opieki Matki Bożej – prawosławna cerkiew parafialna w Zubaczach. Należy do dekanatu Kleszczele diecezji warszawsko-bielskiej Polskiego Autokefalicznego Kościoła Prawosławnego.
Cerkiew wzniesiono w 1895, w miejscu poprzedniej, która spłonęła. Konsekracja nowej świątyni miała miejsce 1 października 1896. Budowla drewniana, o konstrukcji zrębowej, orientowana, zbudowana na planie krzyża łacińskiego, z bocznymi ramionami zamkniętymi prostokątnie. Nawa na planie kwadratu. Od zachodu prostokątna kruchta. Prezbiterium mniejsze od nawy, zamknięte prostokątnie, z dwiema bocznymi zakrystiami. Dachy cerkwi blaszane. Nad kruchtą wieża zwieńczona ostrosłupowym hełmem. Nad nawą ośmioboczna wieża zwieńczona cebulastą kopułą. Obok cerkwi dzwonnica (wzniesiona również w 1895) – wolnostojąca, drewniana, zbudowana na planie kwadratu.
Cerkiew i dzwonnicę wpisano do rejestru zabytków 7 lutego 2001 pod nr A-19.

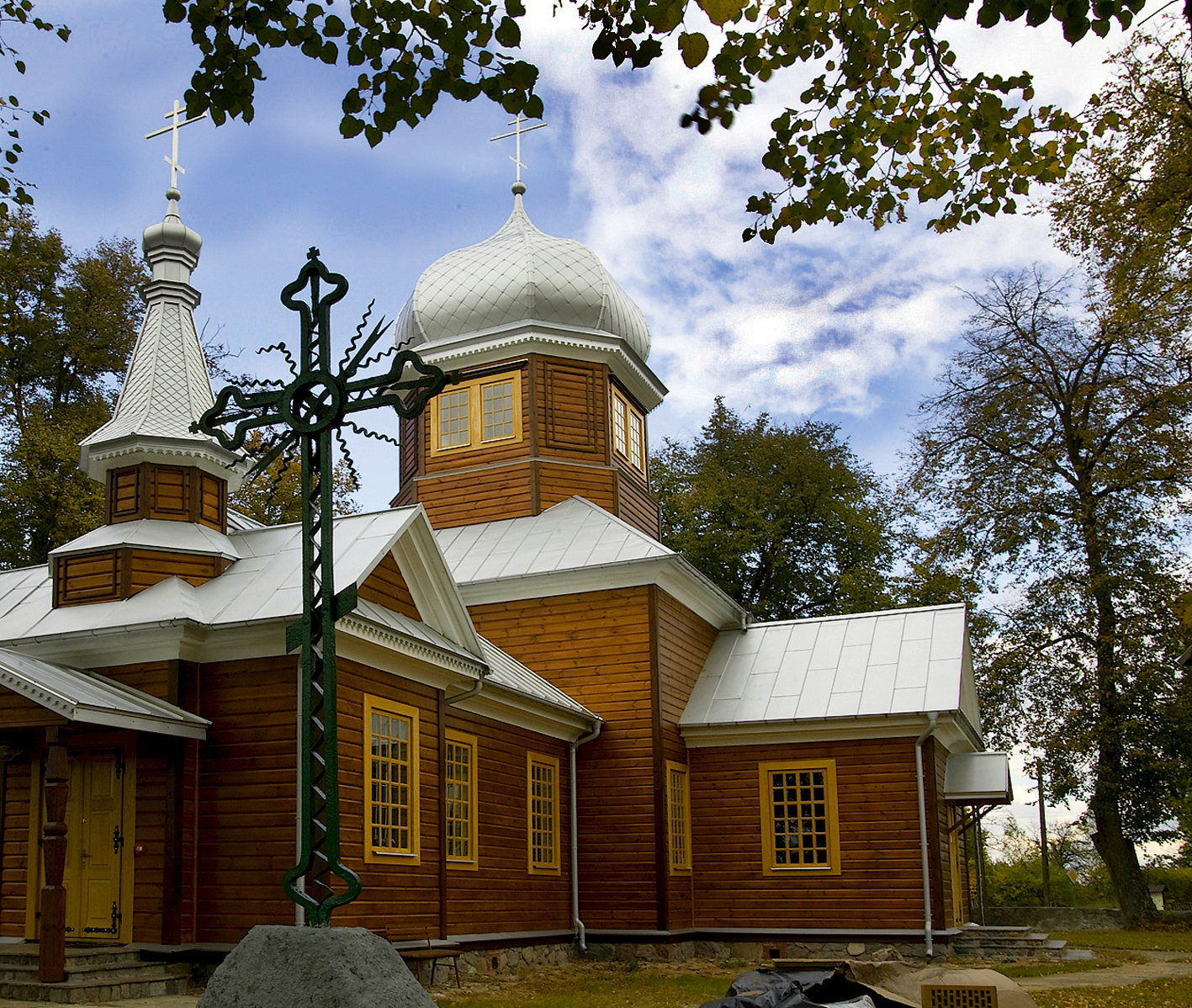
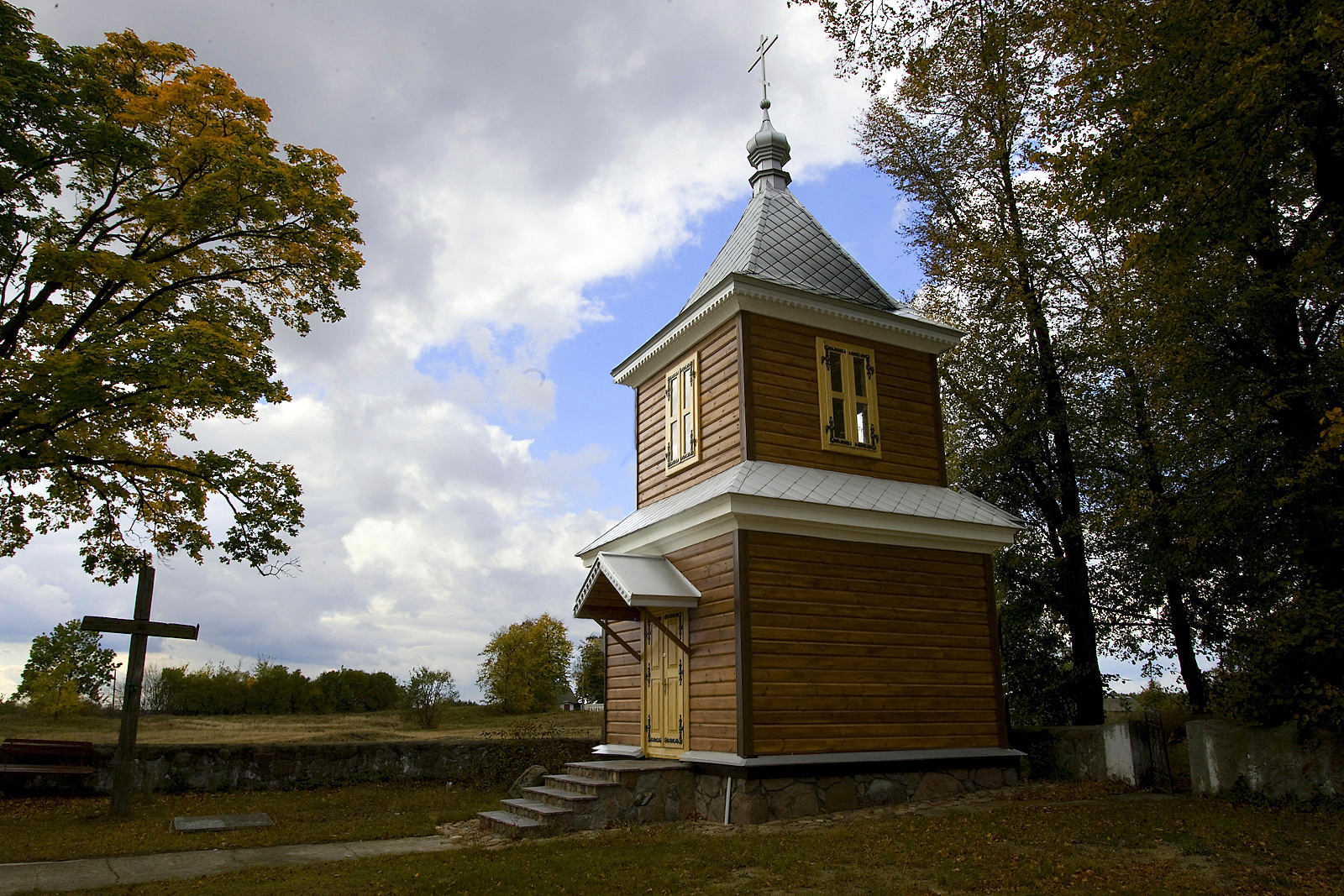
Dzwonnica
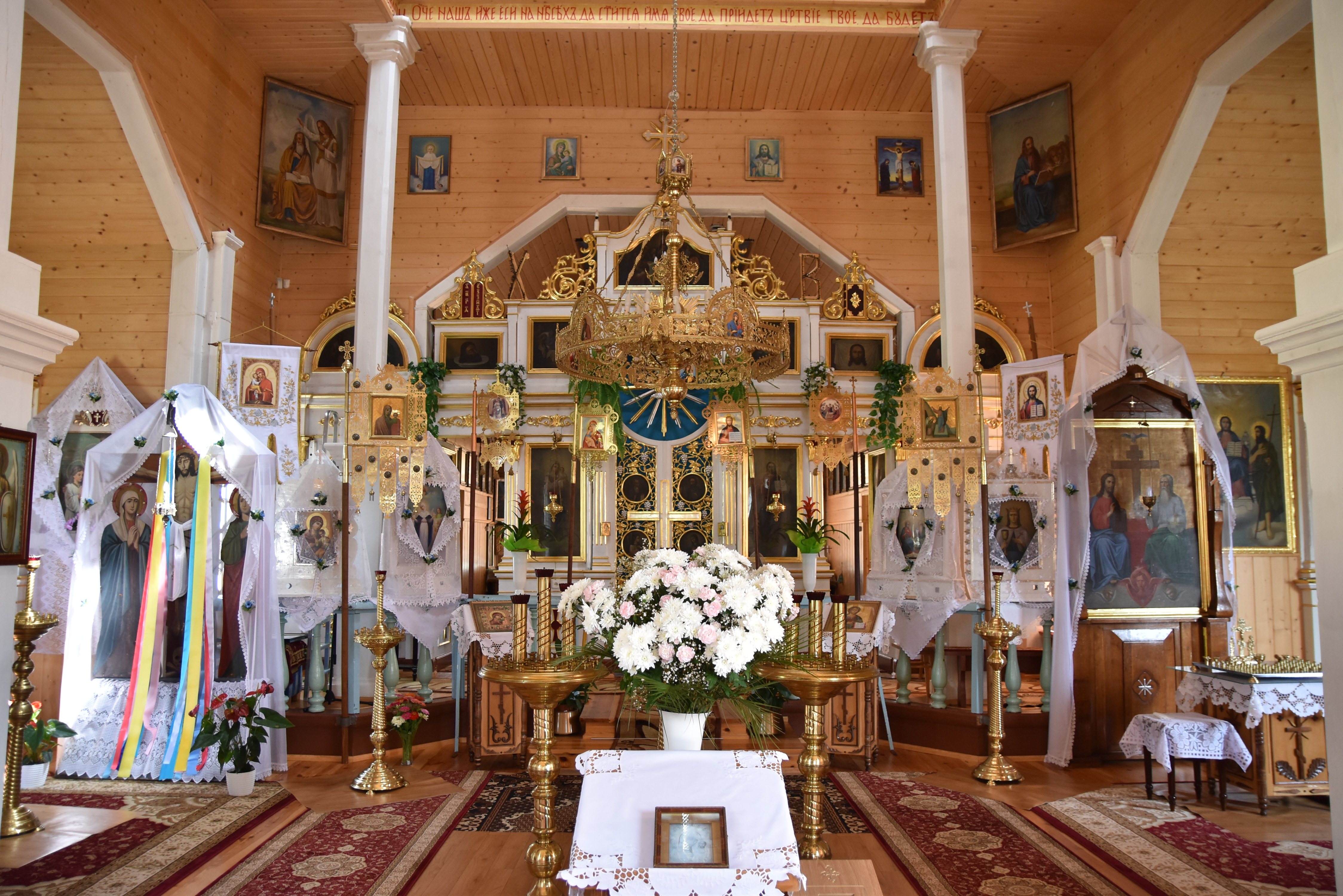
Wnętrze cerkwi